# ماشيسكا واشنطن
ماشيسكا واشنطن (بالإنجليزية: Mashiska Washington)‏ مواليد 19 ديسمبر 1979 في ميشيغان، هو لاعب كرة مضرب أمريكي سابق بدأ مسيرته كمحترف سنة 1995 وكان يلعب باليد اليمنى. أعلى تصنيف له في الفردي كان المركز الـ 290 في سنة 1999. أعلى تصنيف له في الزوجي كان المركز الـ 510 في سنة 1996.